# Tamopsis gracilis
Tamopsis gracilis là một loài nhện trong họ Hersiliidae. T. gracilis được miêu tả năm 1993 bởi Martin Baehr & Barbara Baehr.